# 사라 린지
사라 린지(Sara Lindsey)는 미국의 배우, 영화배우이다.
워싱턴 D.C.에서 태어났다.

## 영화
- 블루 제이 (2016년)
- 아임 23 앤 데얼스 어 퍼킹 몬스터 언더 마이 베드 (2013년)
- 피츠버그 프랭크 (2012년)
- 프라미스드 랜드 (2012년) - 클레어 알렌 역